# Copa de Rusia de patinaje artístico sobre hielo
La Copa de Rusia (del ruso: Кубок России) es una competición internacional de patinaje artístico sobre hielo en categoría sénior organizada por la Federación Rusa de Patinaje. Forma parte de la serie del Grand Prix. Los participantes compiten en las disciplinas de patinaje individual femenino, masculino, patinaje en pareja y danza sobre hielo. Tiene lugar bien en Moscú o en San Petersburgo.
En 2009 pasó a llamarse oficialmente Copa Rostelecom en referencia a la compañía de telecomunicaciones rusa Rostelecom que patrocina el evento.  Anteriormente a la instauración de la serie del Grand Prix en 1995, existía una competición antecesora, el «Premio de las Noticias de Moscú» (Приз газеты Московские новости), que se celebró todos los años entre 1966 y 1990, excepto en 1989.

## Medallistas

### Patinaje individual masculino
| Medallistas | Medallistas     | Medallistas           | Medallistas           | Medallistas            |
| ----------- | --------------- | --------------------- | --------------------- | ---------------------- |
| Año         | Ubicación       | Oro                   | Plata                 | Bronce                 |
| 1996        | San Petersburgo | Alekséi Urmánov       | Alekséi Yagudin       | Michael Weiss          |
| 1997        | San Petersburgo | Alekséi Yagudin       | Yevgueni Pliúshchenko | Viacheslav Zagorodniuk |
| 1998        | Moscú           | Alekséi Urmánov       | Yevgueni Pliúshchenko | Aleksandr Abt          |
| 1999        | San Petersburgo | Yevgueni Pliúshchenko | Aleksandr Abt         | Guo Zhengxin           |
| 2000        | San Petersburgo | Yevgueni Pliúshchenko | Iliá Klimkin          | Matthew Savoie         |
| 2001        | San Petersburgo | Yevgueni Pliúshchenko | Román Serov           | Ivan Dinev             |
| 2002        | Moscú           | Yevgueni Pliúshchenko | Li Chengjiang         | Aleksandr Abt          |
| 2003        | Moscú           | Yevgueni Pliúshchenko | Li Chengjiang         | Frédéric Dambier       |
| 2004        | Moscú           | Yevgueni Pliúshchenko | Johnny Weir           | Zhang Min              |
| 2005        | San Petersburgo | Yevgueni Pliúshchenko | Stéphane Lambiel      | Johnny Weir            |
| 2006        | Moscú           | Brian Joubert         | Johnny Weir           | Iliá Klimkin           |
| 2007        | Moscú           | Johnny Weir           | Stéphane Lambiel      | Andréi Griázev         |
| 2008        | Moscú           | Brian Joubert         | Tomáš Verner          | Alban Préaubert        |
| 2009        | Moscú           | Yevgueni Pliúshchenko | Takahiko Kozuka       | Artiom Borodulin       |
| 2010        | Moscú           | Tomáš Verner          | Patrick Chan          | Jeremy Abbott          |
| 2011        | Moscú           | Yuzuru Hanyu          | Javier Fernández      | Jeremy Abbott          |
| 2012        | Moscú           | Patrick Chan          | Takahiko Kozuka       | Michal Březina         |
| 2013        | Moscú           | Tatsuki Machida       | Maksim Kovtun         | Javier Fernández       |
| 2014        | Moscú           | Javier Fernández      | Serguéi Vóronov       | Michal Březina         |
| 2015        | Moscú           | Javier Fernández      | Adián Pitkéyev        | Ross Miner             |
| 2015        | Moscú           | Javier Fernández      | Adián Pitkéyev        | Ross Miner             |
| 2016        | Moscú           | Javier Fernández      | Shoma Uno             | Alexei Bychenko        |
| 2017        | Moscú           | Nathan Chen           | Yuzuru Hanyu          | Mijaíl Koliada         |
| 2018        | Moscú           | Yuzuru Hanyu          | Moris Kvitelashvili   | Kazuki Tomono          |
| 2019        | Moscú           | Aleksandr Samarin     | Dmitri Alíyev         | Makar Ignatov          |
| 2020        | Moscú           | Mijaíl Koliada        | Moris Kvitelashvili   | Petr Gumennik          |
| 2021        | Sochi           | Moris Kvitelashvili   | Mijaíl Koliada        | Kazuki Tomono          |

### Patinaje individual femenino
| Medallistas | Medallistas     | Medallistas             | Medallistas             | Medallistas          |
| ----------- | --------------- | ----------------------- | ----------------------- | -------------------- |
| Año         | Ubicación       | Oro                     | Plata                   | Bronce               |
| 1996        | San Petersburgo | Irina Slútskaya         | Julia Lautowa           | Olga Márkova         |
| 1997        | San Petersburgo | Irina Slútskaya         | Yelena Sokolova         | Olga Márkova         |
| 1998        | Moscú           | Yelena Sokolova         | Yúliya Soldátova        | Irina Slútskaya      |
| 1999        | San Petersburgo | Irina Slútskaya         | Yúliya Soldátova        | Yelena Sokolova      |
| 2000        | San Petersburgo | Irina Slútskaya         | Yelena Sokolova         | Sarah Hughes         |
| 2001        | San Petersburgo | Irina Slútskaya         | Viktóriya Volchkova     | Angela Nikodinov     |
| 2002        | Moscú           | Viktóriya Volchkova     | Sasha Cohen             | Irina Slútskaya      |
| 2003        | Moscú           | Yelena Liashenko        | Carolina Kostner        | Galina Maniachenko   |
| 2004        | Moscú           | Irina Slútskaya         | Shizuka Arakawa         | Júlia Sebestyén      |
| 2005        | San Petersburgo | Irina Slútskaya         | Miki Ando               | Yoshie Onda          |
| 2006        | Moscú           | Sarah Meier             | Júlia Sebestyén         | Yoshie Onda          |
| 2007        | Moscú           | Yuna Kim                | Yukari Nakano           | Joannie Rochette     |
| 2008        | Moscú           | Carolina Kostner        | Rachael Flatt           | Fumie Suguri         |
| 2009        | Moscú           | Miki Ando               | Ashley Wagner           | Aliona Leónova       |
| 2010        | Moscú           | Miki Ando               | Akiko Suzuki            | Ashley Wagner        |
| 2011        | Moscú           | Mao Asada               | Aliona Leónova          | Adelina Sótnikova    |
| 2012        | Moscú           | Kiira Korpi             | Gracie Gold             | Agnes Zawadzki       |
| 2013        | Moscú           | Yúliya Lipnítskaya      | Carolina Kostner        | Mirai Nagsu          |
| 2014        | Moscú           | Rika Hongo              | Anna Pogorilaya         | Alaine Chartrand     |
| 2015        | Moscú           | Yelena Radiónova        | Yevguéniya Medvédeva    | Adelina Sótnikova    |
| 2016        | Moscú           | Anna Pogorílaya         | Yelena Radiónova        | Courtney Hicks       |
| 2017        | Moscú           | Yevguéniya Medvédeva    | Carolina Kostner        | Wakaba Higuchi       |
| 2018        | Moscú           | Alina Zaguítova         | Sofia Samodúrova        | Lim Eun-soo          |
| 2019        | Moscú           | Aleksandra Trúsova      | Yevguéniya Medvédeva    | Mariah Bell          |
| 2020        | Moscú           | Yelizaveta Tuktamýsheva | Aliona Kostornaya       | Anastasiia Guliakova |
| 2021        | Sochi           | Kamila Valíyeva         | Yelizaveta Tuktamýsheva | Maya Khromykh        |

### Patinaje de parejas
| Medallistas | Medallistas     | Medallistas                             | Medallistas                             | Medallistas                             |
| ----------- | --------------- | --------------------------------------- | --------------------------------------- | --------------------------------------- |
| Año         | Ubicación       | Oro                                     | Plata                                   | Bronce                                  |
| 1996        | San Petersburgo | Mandy Wötzel / Ingo Steuer              | Marina Yeltsova / Andréi Bushkov        | Oksana Kazakova / Artur Dmítriev        |
| 1997        | San Petersburgo | Marina Yeltsova / Andréi Bushkov        | Yevguéniya Shishkova / Vadim Naúmov     | Marie-Claude Savard-Gagnon / Luc Bradet |
| 1998        | Moscú           | Yelena Berezhnaya / Antón Sijarulidze   | Shen Xue / Zhao Hongbo                  | Kyoko Ina / John Zimmerman              |
| 1999        | San Petersburgo | Mariya Petrova / Alekséi Tíjonov        | Shen Xue / Zhao Hongbo                  | Tatiana Totmiánina / Maksim Marinin     |
| 2000        | San Petersburgo | Yelena Berezhnaya / Antón Sijarulidze   | Shen Xue / Zhao Hongbo                  | Dorota Zagórska / Mariusz Siudek        |
| 2001        | San Petersburgo | Yelena Berezhnaya / Antón Sijarulidze   | Mariya Petrova / Alekséi Tíjonov        | Sarah Abitbol / Stéphane Bernadis       |
| 2002        | Moscú           | Shen Xue / Zhao Hongbo                  | Mariya Petrova / Alekséi Tíjonov        | Yúliya Obertás / Serguéi Slavnov        |
| 2003        | Moscú           | Tatiana Totmiánina / Maksim Marinin     | Pang Qing / Tong Jian                   | Zhang Dan / Zhang Hao                   |
| 2004        | Moscú           | Zhang Dan / Zhang Hao                   | Yúliya Obertás / Serguéi Slavnov        | Aliona Savchenko / Robin Szolkowy       |
| 2005        | San Petersburgo | Tatiana Totmiánina / Maksim Marinin     | Yúliya Obertás / Serguéi Slavnov        | Dorota Zagórska / Mariusz Siudek        |
| 2006        | Moscú           | Aliona Savchenko / Robin Szolkowy       | Mariya Petrova / Alekséi Tíjonov        | Yuko Kawaguchi / Aleksandr Smirnov      |
| 2007        | Moscú           | Zhang Dan / Zhang Hao                   | Aliona Savchenko / Robin Szolkowy       | Yuko Kawaguchi / Aleksandr Smirnov      |
| 2008        | Moscú           | Zhang Dan / Zhang Hao                   | Yuko Kawaguchi / Aleksandr Smirnov      | Tatiana Volosozhar / Stanislav Morozov  |
| 2009        | Moscú           | Pang Qing / Tong Jian                   | Yuko Kavaguti / Aleksandr Smirnov       | Keauna McLaughlin / Rockne Brubaker     |
| 2010        | Moscú           | Yuko Kavaguti / Aleksandr Smirnov       | Narumi Takahashi / Mervin Tran          | Amanda Evora / Mark Ladwig              |
| 2011        | Moscú           | Aliona Savchenko / Robin Szolkowy       | Yuko Kavaguti / Aleksandr Smirnov       | Stefania Berton / Ondřej Hotárek        |
| 2012        | Moscú           | Tatiana Volosozhar / Maksim Trankov     | Vera Bazárova / Yuri Lariónov           | Caydee Denney / John Coughlin           |
| 2013        | Moscú           | Aliona Savchenko / Robin Szolkowy       | Vera Bazárova / Yuri Lariónov           | Kirsten Moore-Towers / Dylan Moscovitch |
| 2014        | Moscú           | Kséniya Stolbova / Fiódor Klímov        | Yevguéniya Tarásova / Vladímir Morózov  | Kristina Astájova / Alekséi Rógonov     |
| 2015        | Moscú           | Kséniya Stolbova / Fiódor Klímov        | Yuko Kavaguti / Aleksandr Smirnov       | Peng Cheng / Zhang Hao                  |
| 2016        | Moscú           | Aliona Savchenko / Bruno Massot         | Natáliya Zabiyako / Aleksandr Énbert    | Kristina Astájova / Alekséi Rógonov     |
| 2017        | Moscú           | Yevguéniya Tarásova / Vladímir Morózov  | Kséniya Stolbova / Fiódor Klímov        | Kristina Astájova / Alekséi Rógonov     |
| 2018        | Moscú           | Yevguéniya Tarásova / Vladímir Morózov  | Nicole Della Monica / Matteo Guarise    | Daria Pavliuchenko / Denis Khodykin     |
| 2019        | Moscú           | Aleksandra Boikova / Dmitri Kozlovski   | Yevguéniya Tarásova / Vladímir Morózov  | Minerva Fabienne Hase / Nolan Seegert   |
| 2020        | Moscú           | Aleksandra Boikova / Dmitri Kozlovski   | Anastasia Mishina / Aleksandr Galliamov | Apollinariia Panfilova / Dmitry Rylov   |
| 2021        | Sochi           | Anastasia Mishina / Aleksandr Galliamov | Daria Pavliuchenko / Denís Jodykin      | Yasmina Kadyrova / Ivan Balchenko       |

### Danza sobre hielo
| Medallistas | Medallistas     | Medallistas                             | Medallistas                           | Medallistas                                  |
| ----------- | --------------- | --------------------------------------- | ------------------------------------- | -------------------------------------------- |
| Año         | Ubicación       | Oro                                     | Plata                                 | Bronce                                       |
| 1996        | San Petersburgo | Anzhelika Krylova / Oleg Ovsiánnikov    | Irina Lobachova / Iliá Averbuj        | Elizabeth Punsalan / Jerod Swallow           |
| 1997        | San Petersburgo | Anzhelika Krylova / Oleg Ovsiánnikov    | Irina Lobachova / Iliá Averbuj        | Tatiana Navka / Nikolái Morózov              |
| 1998        | Moscú           | Anzhelika Krylova / Oleg Ovsiánnikov    | Irina Lobachova / Iliá Averbuj        | Tatiana Navka / Román Kostomárov             |
| 1999        | San Petersburgo | Barbara Fusar-Poli / Maurizio Margaglio | Shae-Lynn Bourne / Viktor Kraatz      | Sylwia Nowak / Sebastien Kolasinski          |
| 2000        | San Petersburgo | Barbara Fusar-Poli / Maurizio Margaglio | Irina Lobachova / Iliá Averbuj        | Galit Chait / Sergei Sakhnovski              |
| 2001        | San Petersburgo | Barbara Fusar-Poli / Maurizio Margaglio | Galit Chait / Sergei Sakhnovski       | Yelena Grúshina / Ruslán Goncharov           |
| 2002        | Moscú           | Irina Lobachova / Iliá Averbuj          | Tatiana Navka / Román Kostomárov      | Albena Denkova / Maksim Staviski             |
| 2003        | Moscú           | Tatiana Navka / Román Kostomárov        | Tanith Belbin / Benjamin Agosto       | Galit Chait / Sergei Sakhnovski              |
| 2004        | Moscú           | Tatiana Navka / Román Kostomárov        | Yelena Grúshina / Ruslán Goncharov    | Federica Faiella / Massimo Scali             |
| 2005        | San Petersburgo | Tatiana Navka / Román Kostomárov        | Galit Chait / Sergei Sakhnovski       | Oksana Dómnina / Maksim Shabalín             |
| 2006        | Moscú           | Tanith Belbin / Benjamin Agosto         | Oksana Dómnina / Maksim Shabalín      | Isabelle Delobel / Olivier Schoenfelder      |
| 2007        | Moscú           | Oksana Dómnina / Maksim Shabalín        | Nathalie Péchalat / Fabian Bourzat    | Anna Zadorozhniuk / Serguéi Verbillo         |
| 2008        | Moscú           | Yana Jojlova / Serguéi Novitski         | Oksana Dómnina / Maksim Shabalín      | Meryl Davis / Charlie White                  |
| 2009        | Moscú           | Meryl Davis / Charlie White             | Anna Cappellini / Luca Lanotte        | Yekaterina Rubliova / Iván Shéfer            |
| 2010        | Moscú           | Yekaterina Bobrova / Dmitri Soloviov    | Nóra Hoffmann / Maksim Zavozin        | Yelena Ilinyj / Nikita Katsalápov            |
| 2011        | Moscú           | Meryl Davis / Charlie White             | Kaitlyn Weaver / Andrew Poje          | Yekaterina Bobrova / Dmitri Soloviov         |
| 2012        | Moscú           | Tessa Virtue / Scott Moir               | Yelena Ilinyj / Nikita Katsalápov     | Viktóriya Sinítsina / Ruslán Zhiganshin      |
| 2013        | Moscú           | Yekaterina Bobrova / Dmitri Soloviev    | Kaitlyn Weaver / Andrew Poje          | Madison Chock / Evan Bates                   |
| 2014        | Moscú           | Madison Chock / Evan Bates              | Yelena Ilinyj / Ruslán Zhiganshin     | Penny Coomes / Nicholas Buckland             |
| 2015        | Moscú           | Kaitlyn Weaver / Andrew Poje            | Anna Capellini / Luca Lanotte         | Viktóriya Sinítsina / Nikita Katsalápov      |
| 2016        | Moscú           | Yekaterina Bobrova / Dmitri Soloviov    | Madison Chock / Evan Bates            | Kaitlyn Weaver / Andrew Poje                 |
| 2017        | Moscú           | Maia Shibutani / Alex Shibutani         | Yekaterina Bobrova / Dmitri Soloviov  | Aleksandra Stepánova / Iván Bukin            |
| 2018        | Moscú           | Aleksandra Stepánova / Iván Bukin       | Sara Hurtado / Kiril Jaliavin         | Christina Carreira/Anthony Ponomarenko       |
| 2019        | Moscú           | Viktóriya Sinítsina / Nikita Katsalapov | Piper Gilles / Paul Poirier           | Sara Hurtado/Kiril Jaliavin                  |
| 2020        | Moscú           | Viktóriya Sinítsina / Nikita Katsalapov | Tiffany Zahorski / Jonathan Guerreiro | Anastasia Skoptsova / Kirill Aleshin         |
| 2021        | Sochi           | Viktóriya Sinítsina / Nikita Katsalapov | Charlène Guignard / Marco Fabbri      | Laurence Fournier Beaudry / Nikolaj Sørensen |